# Notasterias haswelli
Notasterias haswelli är en sjöstjärneart som beskrevs av Jean Baptiste François René Koehler 1920. Notasterias haswelli ingår i släktet Notasterias och familjen trollsjöstjärnor. Inga underarter finns listade i Catalogue of Life.